# Georges Ibrahim Abdallah
Georges Ibrahim Abdallah (Al Qoubaiyat, Akkar, 2 april 1951) is een Libanese communistische militant en een van de langst vastgehouden gevangenen in Europa. Hij werd in Frankrijk veroordeeld tot een levenslange gevangenisstraf voor de moord op Charles R. Ray en Yaacov Bar-Siman-Tov, een Amerikaanse en Israëlische diplomaat. Hij zat sinds 25 oktober 1984 in de Lannemezan-gevangenis tot aan zijn vroegtijdige vrijlating op 25 juli 2025. In 1987 bleek dat zijn advocaat tijdens zijn veroordeling ook in dienst was van de Franse inlichtingendiensten.

## Vroege leven
Abdallah werd geboren in de stad Al Qoubaiyat in het noorden van Libanon. Na de opheffing van de PFLP-EO trad hij toe tot de Libanese gewapende revolutionaire facties (LARF) toen de groep gevormd werd. Later werd hij leider van de organisatie en voerde haar operaties uit vanuit Frankrijk, waar hij de aliassen Salih al-Masri en Abdu-Qadir Saadi gebruikte.

## Arrestatie
In 1984 reed Abdallah vanuit Zwitserland naar Lyon om een aanbetaling voor een appartement op te halen. Bij toeval werd hij aangehouden door de Franse politie. Hij werd gevonden met een vervalst Algerijns paspoort en vervolgens gearresteerd. De politie kwam achter zijn ware identiteit tijdens een politie-inval in zijn appartement waar verschillende wapens werden gevonden. Hij werd in 1987 tot levenslang veroordeeld voor de moord op luitenant-kolonel van de VS, Charles R. Ray, in 1982 en de moord op de Israëlische diplomaat Yaacov Bar-Siman-Tov voor diens huis in Parijs op 3 april 1982, evenals voor betrokkenheid bij de poging tot moord op de voormalige Amerikaanse consul in Straatsburg, Robert O. Homme, op 26 maart 1984. De acties stonden in verband met de Amerikaanse en Israëlische betrokkenheid bij de Libanon-oorlog van 1982 en de bezetting van Libanon.
Abdallah zat gevangen in Frankrijk en heeft vanuit de gevangenis berichten uitgestuurd uit solidariteit met gevangenen van andere communistische groeperingen, zoals Ahmad Saadat, Action Directe en GRAPO.
Na zijn arrestatie getuigde hij: "Ik doe wat ik doe vanwege het onrecht dat de mensenrechten is aangedaan in Palestina."

## Roep om vrijlating
In 1999 voltooide Abdallah het minimumgedeelte van zijn levenslange gevangenisstraf, maar verschillende verzoeken om voorwaardelijke invrijheidstelling werden afgewezen. In 2003 verleende de rechtbank hem voorwaardelijke vrijlating, maar het Amerikaanse ministerie van Buitenlandse Zaken maakte bezwaar tegen de beslissing van de rechtbank. De toenmalige Franse minister van Justitie Dominique Perben ging in beroep tegen de vrijlating.
Elke twee jaar heeft Abdallah het recht om een nieuwe vrijlatingsdatum te vragen, die meer dan vijf keer is geweigerd. In 2008 zijn er nieuwe wetten gemaakt ter voorkoming van recidiven, die met terugwerkende kracht op zijn zaak werden toegepast.
Op 10 januari 2013 werd Abdallah in hoger beroep voorwaardelijk vrijgelaten door de Kamer van Strafvonnissen van Parijs op voorwaarde van een bevel tot uitzetting uit Frankrijk. De advocaat van Abdallah zei dat zijn cliënt hoopt terug te keren naar Libanon en een baan in het onderwijs op zich te nemen. Victoria Nuland, woordvoerster van het Amerikaanse ministerie van Buitenlandse Zaken, verklaarde op 11 januari 2013 tegenover de pers het bezwaar van de Amerikaanse regering tegen zijn vrijlating. De ambassadeur van de Verenigde Staten in Frankrijk, Charles Rivkin, verklaarde: "Ik ben teleurgesteld over de beslissing van vandaag. Levenslange gevangenisstraf was de juiste straf voor de ernstige misdaden van Abdallah, en er is gegronde bezorgdheid dat Abdallah een gevaar voor de internationale gemeenschap zou blijven vormen als hij vrijuit zou gaan."
14 januari 2013 was de geplande datum voor Abdallah om terug te keren naar Libanon na bijna 30 jaar gevangenisstraf in Frankrijk. Manuel Valls, de minister van Binnenlandse Zaken, weigerde echter een administratief document te ondertekenen voor de deportatie van Abdallah. Als gevolg van de weigering van Valls vond op 15 januari 2013 een gerechtelijke procedure plaats. Onder het gezag van de minister van Justitie diende de officier van justitie een tweede beroep in tegen de vrijlating, nadat het eerste beroep in november 2012 al gesneuveld was. In juni 2013 werd tegen Frankrijk een klacht ingediend bij de onderzoekers van de Werkgroep Willekeurige Opsluiting. Er werd opnieuw een klacht ingediend bij het Franse Hooggerechtshof tegen minister Valls wegens het niet ondertekenen van het administratieve document dat nodig is voor de vrijlating van Abdallah. Verschillende organisaties steunden de vrijlating van Abdallah, zoals de Liga voor de Rechten van de Mens. Op 17 juli 2025 oordeelde het hof van beroep in Parijs dat hij mocht vrijkomen omdat zijn straf "onevenredig" was aan zijn misdaad. Abdallah was op dat moment met 40 jaar gevangenistijd een van de langstzittende gevangenen in Frankrijk. Het hof stelde wel de voorwaarde dat hij onmiddellijk het land moet verlaten en nooit meer mag terugkeren. Op 25 juli 2025 werd Abdallah uit de Lannemezan-gevangenis in het zuiden van Frankrijk vrijgelaten en op een vliegtuig richting Libanon gezet.
Abdallah heeft tijdens zijn tijd in de gevangenis meerdere hongerstakingen gedaan uit solidariteit met Palestijnse demonstranten.

## Privéleven
Georges is een maronitische christen.

## Onderscheidingen
In december 2013 stemde de Franse stad Bagnolet (een voorstad ten oosten van Parijs) om Abdallah tot ereburger te maken. De motie van de gemeenteraad beschreef hem als een "communistische activist" en een "politieke gevangene" die "behoort tot de verzetsbeweging van Libanon" en een "vastberaden verdediger van de Palestijnse rechtvaardige zaak" is".